# Otton II Bawarski
Otton II Bawarski (ur. 7 kwietnia 1206 w Kelheim, zm. 29 listopada 1253 w Landshut) z dynastii Wittelsbachów, książę Bawarii oraz Palatynatu.
Urodził się w Kelheim jako syn Ludwika I Bawarskiego i Ludmiły Przemyślidki.
Umarł w 1253 roku. Tak jak jego ojcowie, został pochowany w krypcie w opactwie Scheyern. Po śmierci Ottona II, Bawaria została podzielona między jego dwóch synów.

## Rodzina i dzieci
Otton w roku 1222 w miejscowości Wormacji poślubił Agnieszkę, córkę palatyna reńskiego Henryka V (syna księcia Henryka Lwa) i Agnieszki ze Staufów. Ich dzieci to:
- Ludwik II Bawarski (ur. 13 kwietnia 1229 w Heidelbergu, zm. 2 lutego 1294 w Heidelbergu);
- Henryk XIII Bawarski (ur. 19 listopada 1235 w Landshut, zm. 3 lutego 1290 w Burghausen);
- Elżbieta, późniejsza królowa Niemiec (ur. ok. 1227 w Landshut, zm. 9 października 1273), zamężna:
  - 1246 w Vohburg an der Donau z królem Konradem IV Staufem,
  - 1259 w Monachium z Meinhardem II z Tyrolu, księciem Karyntii;
- Zofia (ur. 1236 w Landshut, zm. 9 sierpnia 1289 na zamku Hirschberg), poślubiona w 1258 za księcia Gerarda IV z Sulzbach-Hirschberg;
- Agnieszka (ur. ok. 1240, zm. ok. 1306).